# Chlorodrepana
Chlorodrepana es un género de polilla de la familia Geometridae. Se encuentra confinada principalmente en el África tropical.

## Descripción
Estrechamente relacionada con Bathycolpodes, diferenciándose principalmente en la forma de sus alas. Excepto que el ala anterior es más o menos falcada, el margen distal de ambas alas es liso.
Las alas se ven fuertemente arqueadas a nivel de la costa occidental, el margen superior siendo sinuoso. Las antenas son bipectinadas, simples en todas las especies conocidas y bastante cortas. Los palpos son diminutos y delgados, con escamas ásperas, no alcanzando el frente de la cara. Su abdomen no se ven apreciablemente crestados.
La tibia posterior del género cuenta con un espolón terminal. El ala anterior con costa arqueada, ápice agudamente producido, termen cóncavo a R3 y de allí muy fuertemente oblicuo. El ala posterior cuenta con un ápice redondeado, algo sinuoso y producido por dientes fuertes en R1 y R3.

## Especies
- C. aequisecta Prout, 1922
- C. allevata Prout, 1915
- C. angustimargo Warren, 1901
- C. cryptochroma Prout, 1913
- C. inaequisecta Herbulot, 1999
- C. madecassa Viette, 1971
- C. pauliani Herbulot, 1972
- C. rothi Warren, 1899
- C. secunda Karisch, 2020
- C. sellata Gaede, 1917